# Кажен-Пік
Кажен-Пік, або Карпого Сар — гора у гірській системі Каракорум. Розташована у Сіньцзян-Уйгурському автономному районі Китаю. Має висоту 7038 метрів.

## Географія
Вершина розташована в гірському хребті Панмах-Музтаг, у центральній частині Каракоруму, в Ташкурган-Таджицькому автономному повіті, на крайньому південному-заході префектури Кашгар у Сіньцзян-Уйгурському автономному районі (Китаю), приблизно за 1420 км на південний-захід від столиці району Урумчі та за 1,5 км схід від кордону з Пакистаном. Гора з'єднана з сусідньою вершиною Чангток-Сар (6972 м) — 2,5 кілометровим хребтом.
Абсолютна висота вершини 7038 м над рівнем моря. Відносна висота — 1578 м. Найвище сідло вершини, по якому вимірюється її відносна висота, має висоту 5460 м. Топографічна ізоляція вершини відносно найближчої вищої гори Кроун Пік (7295 м), становить 20,34 км.

## Історія підкорення
У 1986 та 1988 роках були здійснені невдалі спроби підкорення вершини японськими альпіністами. Перший успішний підйом на Кажен-Пік був здійснений також японську експедицію 19 липня 1994 року з льодовика Сарпо Лагго південно-східною стіною і північно-східним хребтом. Вершини досягали альпіністи Хідекі Кавагучі, Акіхіто Ямасакі та Хірокі Йошіда.